# Quinquina palton
Quinquina palton là một loài thực vật có hoa trong họ Thiến thảo. Loài này được (Pav.) Kuntze miêu tả khoa học đầu tiên năm 1891.